# Зарожје
Зарожје је насеље у Србији у општини Бајина Башта у Златиборском округу. Према попису из 2022. било је 394 становника.
У селу се налази воденица која је по легенди припадала вампиру Сави Савановићу. Овде се налази Црква Светих Петра и Павла у Зарожју.

## Демографија
У насељу Зарожје живи 662 пунолетна становника, а просечна старост становништва износи 47,1 година (45,3 код мушкараца и 48,8 код жена). У насељу има 255 домаћинстава, а просечан број чланова по домаћинству је 3,10.
Ово насеље је у потпуности насељено Србима (према попису из 2002. године).
|  |

| Демографија | Демографија | Демографија |
| Година      | Становника  | Становника  |
| ----------- | ----------- | ----------- |
| 1948.       | 1.470       |             |
| 1953.       | 1.540       |             |
| 1961.       | 1.583       |             |
| 1971.       | 1.366       |             |
| 1981.       | 1.176       |             |
| 1991.       | 1.099       | 926         |
| 2002.       | 790         | 1.004       |

| Етнички састав према попису из 2002.‍ | Етнички састав према попису из 2002.‍ | Етнички састав према попису из 2002.‍ | Етнички састав према попису из 2002.‍ | Етнички састав према попису из 2002.‍ |
| ------------------------------------ | ------------------------------------ | ------------------------------------ | ------------------------------------ | ------------------------------------ |
|                                      |                                      |                                      |                                      |                                      |
| Срби                                 | Срби                                 |                                      | 790                                  | 100,0%                               |
| непознато                            | непознато                            |                                      | 0                                    | 0,0%                                 |

| Година пописа     | 1948. | 1953. | 1961. | 1971. | 1981. | 1991. | 2002. |
| ----------------- | ----- | ----- | ----- | ----- | ----- | ----- | ----- |
| Број домаћинстава | 229   | 236   | 283   | 284   | 277   | 265   | 255   |

| Број чланова      | 1  | 2  | 3  | 4  | 5  | 6  | 7  | 8 | 9 | 10 и више | Просек |
| ----------------- | -- | -- | -- | -- | -- | -- | -- | - | - | --------- | ------ |
| Број домаћинстава | 55 | 77 | 37 | 29 | 20 | 18 | 10 | 6 | 2 | 1         | 3,10   |

| Пол    | Укупно | Неожењен/Неудата | Ожењен/Удата | Удовац/Удовица | Разведен/Разведена | Непознато |
| ------ | ------ | ---------------- | ------------ | -------------- | ------------------ | --------- |
| Мушки  | 343    | 91               | 217          | 24             | 10                 | 1         |
| Женски | 345    | 26               | 220          | 90             | 8                  | 1         |
| УКУПНО | 688    | 117              | 437          | 114            | 18                 | 2         |

| Пол    | Укупно                    | Пољопривреда, лов и шумарство | Рибарство                            | Вађење руде и камена | Прерађивачка индустрија       |
| ------ | ------------------------- | ----------------------------- | ------------------------------------ | -------------------- | ----------------------------- |
| Мушки  | 298                       | 278                           | 0                                    | 0                    | 3                             |
| Женски | 250                       | 240                           | 0                                    | 0                    | 0                             |
| УКУПНО | 548                       | 518                           | 0                                    | 0                    | 3                             |
| Пол    | Производња и снабдевање   | Грађевинарство                | Трговина                             | Хотели и ресторани   | Саобраћај, складиштење и везе |
| Мушки  | 0                         | 1                             | 4                                    | 3                    | 1                             |
| Женски | 0                         | 0                             | 5                                    | 3                    | 0                             |
| УКУПНО | 0                         | 1                             | 9                                    | 6                    | 1                             |
| Пол    | Финансијско посредовање   | Некретнине                    | Државна управа и одбрана             | Образовање           | Здравствени и социјални рад   |
| Мушки  | 0                         | 0                             | 2                                    | 3                    | 1                             |
| Женски | 0                         | 0                             | 0                                    | 1                    | 1                             |
| УКУПНО | 0                         | 0                             | 2                                    | 4                    | 2                             |
| Пол    | Остале услужне активности | Приватна домаћинства          | Екстериторијалне организације и тела | Непознато            | Непознато                     |
| Мушки  | 1                         | 0                             | 0                                    | 1                    | 1                             |
| Женски | 0                         | 0                             | 0                                    | 0                    | 0                             |
| УКУПНО | 1                         | 0                             | 0                                    | 1                    | 1                             |

## Галерија
- Панорама у јесен
- Село у јесен
- Јесења панорама
- На путу ка Црвеним стјенама
- Поглед према реци Дрини
- Јесења магла
- Дрво у магли
- Пут за Црвене стјене
- Стари катун
- Сеоско домаћинство у јесен
- Поглед према Црвеним стјенама
- Поглед на Црвене стјене, кањон реке Трешњице и обронке Јабланика
- Поглед према западу на обронке Повлена
- Сеоско домаћинство зими
- Поглед на Црвене стјене